# Micromorphus plebeius
Micromorphus plebeius är en tvåvingeart som beskrevs av Octave Parent 1930. Micromorphus plebeius ingår i släktet Micromorphus och familjen styltflugor. Inga underarter finns listade i Catalogue of Life.